# Щутово (Ґолюбсько-Добжинський повіт)
Щутово (пол. Szczutowo) — село в Польщі, у гміні Радомін Ґолюбсько-Добжинського повіту Куявсько-Поморського воєводства.
Населення — 104 особи (2011).
У 1975-1998 роках село належало до Торунського воєводства.

## Демографія
Демографічна структура станом на 31 березня 2011 року:
|          | Загалом | Допрацездатний вік | Працездатний вік | Постпрацездатний вік |
| -------- | ------- | ------------------ | ---------------- | -------------------- |
| Чоловіки | 54      | 6                  | 43               | 5                    |
| Жінки    | 50      | 6                  | 32               | 12                   |
| Разом    | 104     | 12                 | 75               | 17                   |